# Pithiviers
Pithiviers – miasto i gmina we Francji, w Regionie Centralnym, w departamencie Loiret. Leży ok. 85 km na południe od Paryża i ok. 45 km na północ od Orleanu.
Według danych na rok 1990 gminę zamieszkiwało 9327 osób, a gęstość zaludnienia wynosiła 1344 osoby/km² (wśród 1842 gmin Regionu Centralnego Pithiviers plasuje się na 32. miejscu pod względem liczby ludności, natomiast pod względem powierzchni na miejscu 1285.). Miejscowy przemysł reprezentują niewielkie zakłady z sektora przetwórstwa rolno-spożywczego i farmaceutycznego.
Na początku II wojny światowej urządzono w Pithiviers obóz jeniecki dla pojmanych żołnierzy niemieckich. Po klęsce 1940 władze Vichy urządziły w nim koncentracyjny obóz tranzytowy dla francuskich Żydów, skąd wywożono ich do Oświęcimia. Od października 1943 więziono w nim więźniów politycznych.
Urodził się tutaj fizyk i matematyk Siméon Denis Poisson.